# بوكوس دي دويرو
بوكوس دي دويرو (بالإسبانية: Bocos de Duero)‏ هي قرية في بلد الوليد، قشتالة ليون، إسبانيا. تغطي البلدية مساحة 6.34 كيلومتر مربع (2.45 ميل مربع) واعتبارًا من عام 2011 كان عدد سكانها 63 شخصًا.